# Araneus acolla
Araneus acolla este o specie de păianjeni din genul Araneus, familia Araneidae, descrisă de Levi, 1991.
Este endemică în Peru. Conform Catalogue of Life specia Araneus acolla nu are subspecii cunoscute.